# 박강균
박강균(1988년 7월 8일~ )은 대한민국의 희극 배우이다.